# Klementin (gyümölcs)
A klementin (Citrus × clementina) egy tangor, a fűzlevelű mandarin (C. × deliciosa) és az édes narancs (C. × sinensis) közötti citrusfélék hibridje.
Clément Rodier francia misszionárius tiszteletére neveztek el, aki először termesztette a fajtát Algériában. A külseje mély narancssárga színű, sima, fényes megjelenéssel. A klementin 7-14 cikkre osztható. A tangerinhoz hasonlóan könnyen meghámozható. Jellemzően lédús és édes, kevesebb savval rendelkezik, mint a narancs. Olaja, más citrusfélékhez hasonlóan, többnyire limonént, valamint mircént, linalolt, α-pinént és számos összetett aromás anyagot tartalmaz.